# Bradycellus maderensis
Bradycellus maderensis é uma espécie de insetos coleópteros pertencente à família Carabidae.
A autoridade científica da espécie é Mateu, tendo sido descrita no ano de 1958.
Trata-se de uma espécie presente no território português.